# Christoffer Nyman
Christoffer Ake Sven Nyman (Norrköping, 5 oktober 1992) is een Zweedse profvoetballer die als spits speelt voor IFK Norrköping.
Nyman doorliep alle jeugdteams van IFK Norrköping, tot hij in het seizoen van 2010 bij het eerste elftal werd gehaald. In het seizoen 2011 werd hij in het tweede seizoenshelft verhuurd aan derde klasse club IF Sylvia. in augustus 2016 maakte Nyman een transfer naar het Duitse Eintracht Braunschweig.
In januari 2013 werd Nyman voor het eerst opgeroepen voor het Zweeds voetbalelftal, waar hij deel uitmaakte van een tour door Azië. Op 26 januari 2013 maakte hij zijn debuut in de gewonnen wedstrijd tegen Finland (3-0), hij viel in de 79 minuut in voor Tobias Hysén.

## Erelijst
IFK Norrköping
- Allsvenskan 2015 (landskampioen)
- Supercupen, 2015 (beker)